# Aberdare (New South Wales)
Aberdare ist ein Ort in New South Wales, Australien.

## Geographie
Aberdare wird von Cessnock City verwaltet. Mit 770 Einwohnern/km² ist der Ort relativ dicht besiedelt.

## Demographie
Mit Stand von 2021 hatte Aberdare 2542 Einwohner, von denen 2390 die australische Staatsangehörigkeit besitzen. 265 Personen im Ort sind Aborigines (10,42 %), womit deren Zahl über dem Landesschnitt von 2,92 % liegt. Weitere 4 Einwohner sind Torres-Strait-Insulaner.
Insgesamt 44 Menschen aus Aberdare wurden in england geboren. Weitere Einwohner, die im Ausland geboren wurden, kommen aus Neuseeland (19), den Philippinen (13) und Südafrika (9).
Das Medianalter liegt bei 36 Jahren. Das mittlere Einkommen pro Person beträgt 640 Australische Dollar, das mittlere Haushaltseinkommen liegt bei 1251 AUD, womit es zu den niedrigeren Haushaltseinkommen im landesweiten Vergleich (1746 AUD) zählt.

## Öffentliche Einrichtungen
In Aberdare gibt es zwei Schulen, nämlich die Cessnock Public School und die Cessnock High School. Weiterhin gibt es 2 Parks sowie 4 öffentliche Sportstätten.